# Laurent Saint-Cyr
Laurent Saint-Cyr est un homme d'État haïtien.
Entrepreneur, il est d'abord membre du Haut Conseil de la Transition de février 2023 à mars 2024. En avril 2024, il est désigné membre du Conseil présidentiel de transition, dont il assure la présidence tournante à partir du 7 août 2025.

## Biographie

### Carrière professionnelle
Il préside d'abord la Chambre de commerce américaine en Haïti, puis la Chambre de commerce et d'industrie d'Haïti. Il travaille ensuite dans les assurances.

### Parcours politique

#### Membre du Haut Conseil de transition
Le 21 décembre 2022, un nouvel accord politique prévoit la tenue de nouvelles élections en 2023, l'investiture d'un nouveau président pour le 7 février 2024, et l'instauration d'un Haut Conseil de la transition de trois membres et d'un organe de contrôle de l'action gouvernementale. L'accord est publié le 17 janvier 2023, dans le journal officiel d’Haïti Le Moniteur.
Le Premier ministre Ariel Henry désigne Mirlande Manigat, Laurent Saint-Cyr pour le secteur privé et le pasteur Calixte Fleuridor pour composer le Conseil de transition. Le Haut Conseil de la transition est installé le 6 février 2023. Il en démissionne en mars 2024.

#### Président du Conseil présidentiel de transition
Le 13 mars 2024, il est désigné membre du Conseil présidentiel de transition pour le secteur privé.
Le 30 avril, Edgard Leblanc Fils est désigné président du Conseil présidentiel par quatre membres sur les sept votants, qui forment ainsi un pôle majoritaire. Bien qu'il ne soit pas le chef de l'État, la direction de l'État étant collégiale, le président du Conseil présidentiel est le membre le plus important du Conseil et a un rôle de coordination. 
Le pôle majoritaire se compose de Smith Augustin, Emmanuel Vertilaire, Louis Gérald Gilles et Edgard Leblanc Fils. Le pôle minoritaire, composé de Leslie Voltaire, Fritz Jean et Laurent St-Cyr, reconnaît la validité de la désignation de Leblanc Fils mais s'oppose au choix du Premier ministre,. Par ailleurs, Fanmi Lavalas menace de se retirer du Conseil présidentiel.
Le 8 mai, les membres du Conseil présidentiel se mettent d'accord sur le principe d'une présidence tournante tous les trois à cinq mois,. Le 7 octobre, une nouvelle résolution du Conseil présidentiel de transition met en place une nouvelle rotation. Leblanc Fils doit être remplacé par Leslie Voltaire, puis par Fritz Jean à partir du 7 mars 2025 et enfin Laurent Saint-Cyr à partir du 7 août 2025.
Son entrée en fonction est contestée par les gangs, Jimmy Chérizier menaçant d'attaquer les bâtiments gouvernementaux. Avec cette investiture, le couple exécutif est issu du secteur privé, Alix Didier Fils-Aimé en est également issu.